# Ute Ebert
Ute M. Ebert is een in Duitsland geboren Nederlandse natuurkundige en toegepast wiskundige. Ze is groepsleider aan het Centrum voor Wiskunde en Informatica (CWI) in Amsterdam en hoogleraar natuurkunde aan de Technische Universiteit Eindhoven.

## Biografie
Ebert studeerde van 1980 tot 1987 natuurkunde aan de Universiteit van Heidelberg (Duitsland). Na een jaar aan de Hebreeuwse Universiteit van Jerusalem (Israël) werd ze promovenda en onderwijsassistent aan de Universiteit van Essen (Duitsland), alwaar ze in 1994 promoveerde op het proefschrift 'Diffusion langer Polymerketten in einem eingefrorenen Zufallsmedium: eine Renormierungsgruppenanalyse'. Van 1994 tot 1998 werkte ze als postdoc bij Wim van Saarloos aan de Universiteit Leiden, waar ze aan haar onderzoek aan nietlineaire dynamica met toepassing op elektrische ontladingen begon. Sinds 1998 is ze aangesteld aan het CWI. In 2002 werd ze daar benoemd tot leidster van de groep Multiscale Dynamics. Tevens werd ze hoogleraar natuurkunde aan de Technische Universiteit Eindhoven. Op 9 mei 2003 sprak ze haar intreerede 'De natuur tegemoet : met pen en pc' uit. 
Eberts moeder Doris Ebert had zich op jonge leeftijd al ingezet voor onderwijskansen voor meisjes en Ebert zelf refereert in haar intreerede aan het belang van tegenwicht tegen het soms gebrekkige zelfvertrouwen bij meisjes. Tijdens haar studie werd ze verkozen tot lid van de 'Studienstiftung des deutschen Volkes' en ze voelde zich gemotiveerd en geïnspireerd door diverse (hoog)leraren. 
In 2004 won Ebert de Minerva-prijs van de stichting FOM voor het beste artikel van een vrouwelijke natuurkundige in Nederland in de voorafgaande twee jaren. In 2006 werd ze lid van de Koninklijke Hollandsche Maatschappij der Wetenschappen, die als doel heeft "De wetenschap bevorderen en een brug slaan tussen wetenschap en samenleving".  

## Werk en publicaties

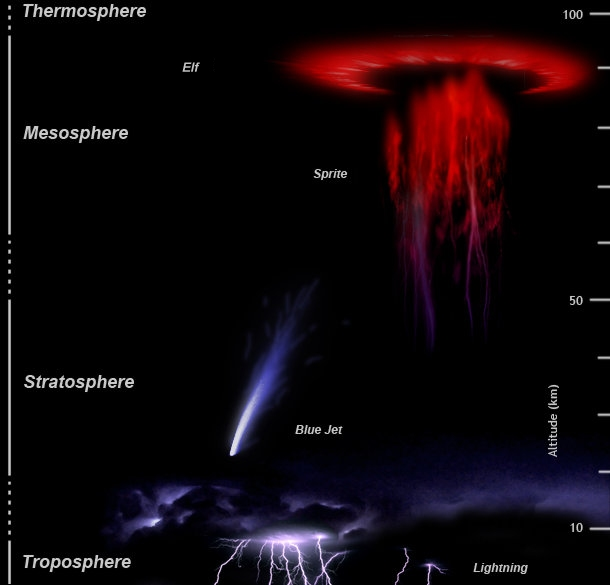
Ebert heeft veel bijgedragen aan het modelleren van bliksemontladingen. 'Gewone' bliksem, die vanaf het aardoppervlak te zien is, ontstaat onder de wolken in de troposfeer. De ontladingen die op grote hoogte ontstaan zijn eenvoudiger te modelleren en zijn daarom zeer nuttig voor het bliksemonderzoek.

In haar vroege carrière bestudeerde Ebert polymeerdiffusie met behulp van renormalisatiegroepenanalyse. Ze heeft ook aan phytoplankton modellen gewerkt, maar is voornamelijk bekend vanwege haar werk aan elektrische ontladingen. Dergelijke ontladingen vinden in de natuur bijvoorbeeld plaats in zogenaamde 'streamers', bliksemontladingen die boven onweerswolken plaatsvinden en die soms door piloten vanuit vliegtuigen worden waargenomen. In verschillende lagen van de atmosfeer vinden verschillende ontladingen plaats, zoals 'sprites' en 'elves'. Deze ontladingen boven de wolken zijn belangrijk voor het begrijpen van de natuurkunde van onweer, omdat ze iets minder complex zijn dan de gewone bliksem. 
Ebert heeft belangrijke bijdragen geleverd aan het modelleren van bliksemontladingen met behulp van partiële differentiaalvergelijkingen. Analytische modelreducties, numerieke modellen die processen op diverse schalen nabootsen ('multiscale modelling') en niet-lineaire dynamica zijn haar specialiteiten. In samenwerking met numeriek wiskundigen is het haar onder andere gelukt bliksemontladingen tot op grote nauwkeurigheid na te bootsen. Laboratoriumexperimenten vormen een aanvulling op en bevestiging van het theoretische onderzoek. Met haar groep doet ze ook toegepast onderzoek, bijvoorbeeld aan hoogspanning-elektriciteitsnetwerken en aan het toepassen van zogenaamde gepulseerde plasma's in de landbouw en in verbrandingsmotoren (gepulseerde plasma-thrusters of plasma-straalmotoren).
  

Ebert heeft in totaal 170 artikelen in internationale 'peer-reviewed' tijdschriften op haar naam staan. Ze heeft 15 promovendi begeleid die bij haar gepromoveerd zijn, allen aan de TU/e. De meesten van hen werkten aan grote projecten waarvan Ebert (een van) de hoofdaanvrager(s) was. Ebert was met haar promovendi onder andere betrokken bij drie van de zeven projecten binnen het STW-programma 'Building on Transient Plasmas' (2009). Met haar modellen die beschrijven hoe bliksem ontstaat in een onweerswolk, namelijk door een combinatie van puntige hagel en kosmische deeltjes, haalde ze in 2015 met co-auteurs de internationale pers. Een ander belangrijk project, gefinancierd door Technologiestichting STW en ABB Corporate Research, was het 'Creeping sparks project' waarin Ebert met een promovenda en een postdoc nieuwe wiskundige modellen en technieken ontwikkelde om het gedrag van vonken te voorspellen die buitenop isolatoren van elektrische netten kunnen ontstaan en zo blijvend schade kunnen toebrengen aan apparatuur. 

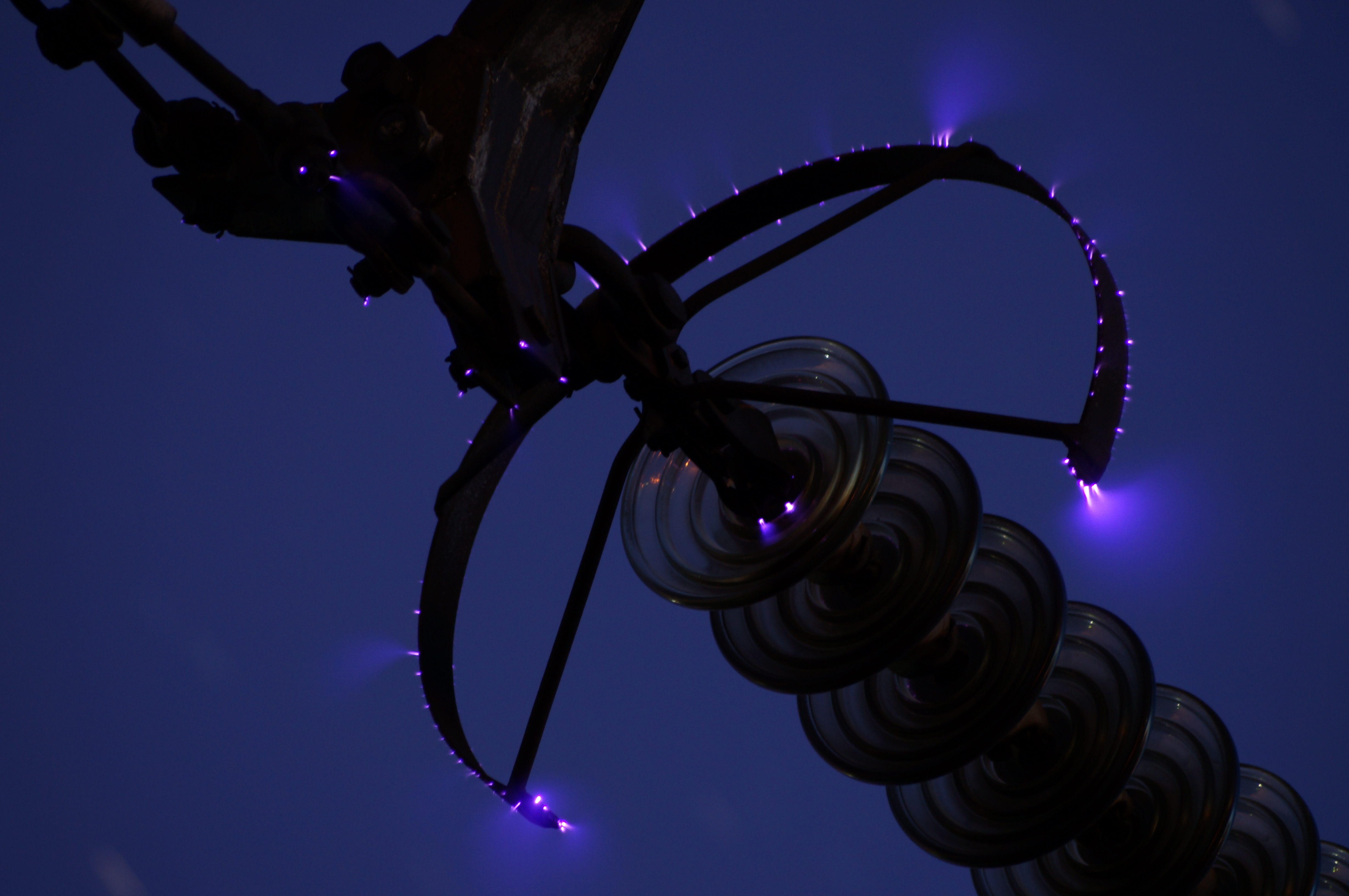
Foto (genomen met een lange sluitertijd) van een corona ontlading bij een isolator van een 500 kV hoogspanningslijn. Dit type van ongewenst ladingsverlies was het onderzoeksonderwerp in het project 'Creeping Sparks'

Ebert was en is lid van het 'editorial board' van verschillende internationale wetenschappelijke tijdschriften en wetenschappelijke commissies. Enkele belangrijke huidige activiteiten (2021) zijn:
- lid van het editorial board van het Journal Plasma Sources Science and Technology (IOP, sinds 2017)[10]
- lid van het editorial board van het Journal High Voltage (sinds 2016)
- lid van het editorial board (2013-2015) en adviserend lid (sinds 2016) van het Journal Physica D: Applied Physics (IOP)[11]